# خورشیدگرفتگی ۲ اوت ۲۰۶۵
خورشیدگرفتگی ۲ اوت ۲۰۶۵ (به انگلیسی: Solar eclipse of August 2, 2065) یک خورشیدگرفتگی از نوع خورشیدگرفتگی جزئی است. این خورشیدگرفتگی در تاریخ ۲ اوت ۲۰۶۵ میلادی (‎۱۲ مرداد ۱۴۴۴ خورشیدی) روی خواهد داد که زمان اوج آن، ساعت ۵:۳۴:۱۷ به‌وقت ساعت هماهنگ جهانی است.